# Langile Abertzaleen Batzordeak
LAB (Langile Abertzaleen Batzordeak, en français : Commissions ouvrières patriotes) est un syndicat confédéral de salariés se réclamant du courant de gauche abertzale. Il est principalement implanté dans la partie Sud du Pays basque mais compte également plusieurs sections dans sa partie Nord.

## Histoire
Fondé en 1974 par des militants abertzale (dont notamment Jon Idigoras), LAB intègre la Koordinadora Abertzale Sozialista (es) (KAS) regroupant plusieurs organisations politiques proches d'ETA (notamment Eusko Alderdi Sozialista (es), Langile Abertzale Komiteak (es) et Herriko Alderdi Sozialista (es)).  

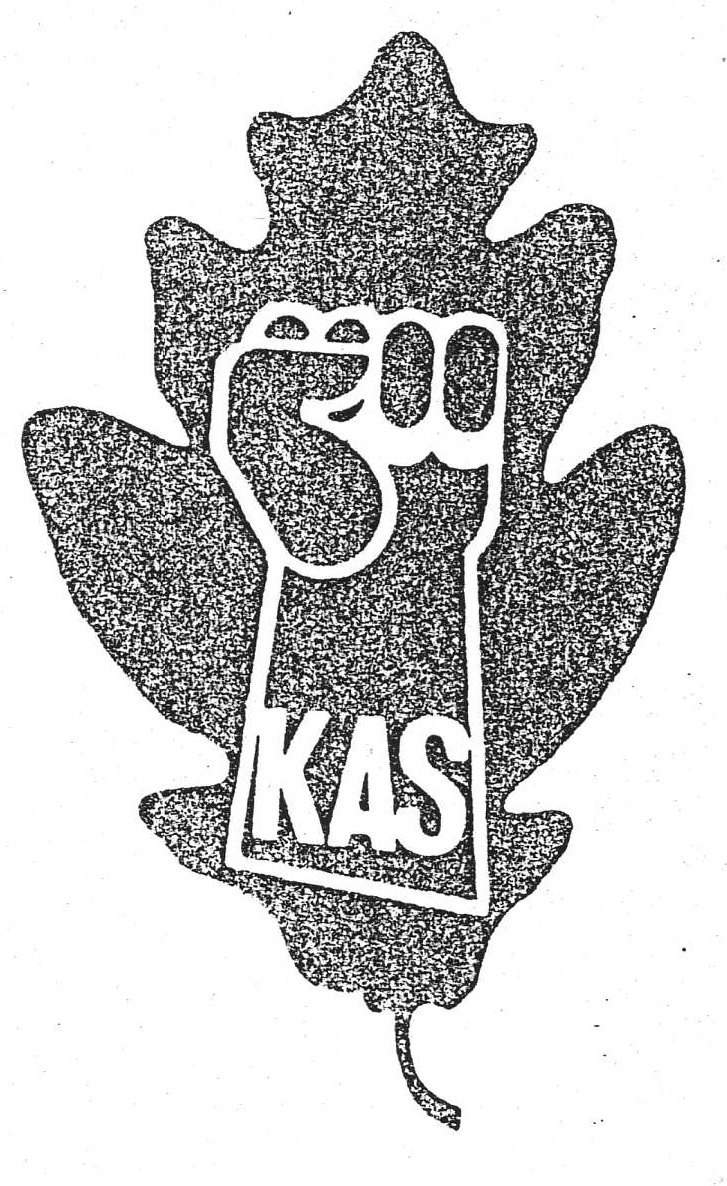
Logo de Koordinadora Abertzale Sozialista (KAS)

Le syndicat est légalisé en 1977 durant la période de transition démocratique après la mort de Franco. Il tient son premier congrès en 1978, durant lequel est acté la sortie de la KAS, qu'il réintègre cependant dès 1980 au congrès suivant. Dans ce cadre, LAB porte des revendications partagées par la gauche abertzale : 
- le droit à l'autodétermination du peuple basque ;
- la défense et la reconnaissance officielle de la langue basque ;
- l'ouverture de négociations entre l'Etat espagnol et ETA en vue d'un règlement politique du conflit ;
- l'amnistie pour les militants abertzale emprisonnés[3].

A ce titre, LAB a été ciblé par l’État espagnol pour sa proximité avec ETA, l'accusant notamment de participer au financement de l'organisation.
En tant qu'organisation syndicale, LAB lutte en faveur de l'égalité salariale pour les travailleuses et la participation des salariés aux décisions concernant leurs entreprises et l'amélioration de leurs conditions de travail dans une perspective anticapitaliste.
Avec l'autre syndicat proche de la mouvance abertzale Eusko Langileen Alkartasuna (ELA, majoritaire sur le territoire basque), il fait contrepoids à la domination de l'Union générale des travailleurs et des Commissions ouvrières dans le monde syndical à l'échelle espagnole,. Cependant, bien que partageant certains objectifs propres au mouvement abertzale, les deux syndicats s'opposent notamment sur la question de la condamnation des actions d'ETA que LAB refuse officiellement, y compris lorsqu'elles visent des syndicalistes d'ELA. 
LAB s'est également implanté au Pays basque Nord depuis la décision votée lors de son cinquième congrès en 2000,, notamment à Bayonne à l'Aciérie de l'Atlantique et en menant des campagnes en direction des travailleurs saisonniers et contre le travail le dimanche. Il se mobilise également contre le projet de ligne à grande vitesse entre Bordeaux et Irun. 
En 2016, LAB obtient de la justice française le droit de se présenter aux élections professionnelles pour les TPE, ce que contestait la CGT en raison de la représentativité territoriale de LAB, qui ne présente de liste qu'au Pays basque pour des élections couvrant la totalité de la région Nouvelle-Aquitaine. 

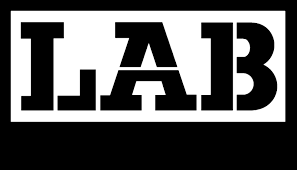
Ancien logo de LAB.

LAB est adhérent à la Fédération syndicale mondiale (depuis 2008), historiquement proche du mouvement communiste international.

## Résultats aux élections professionnelles

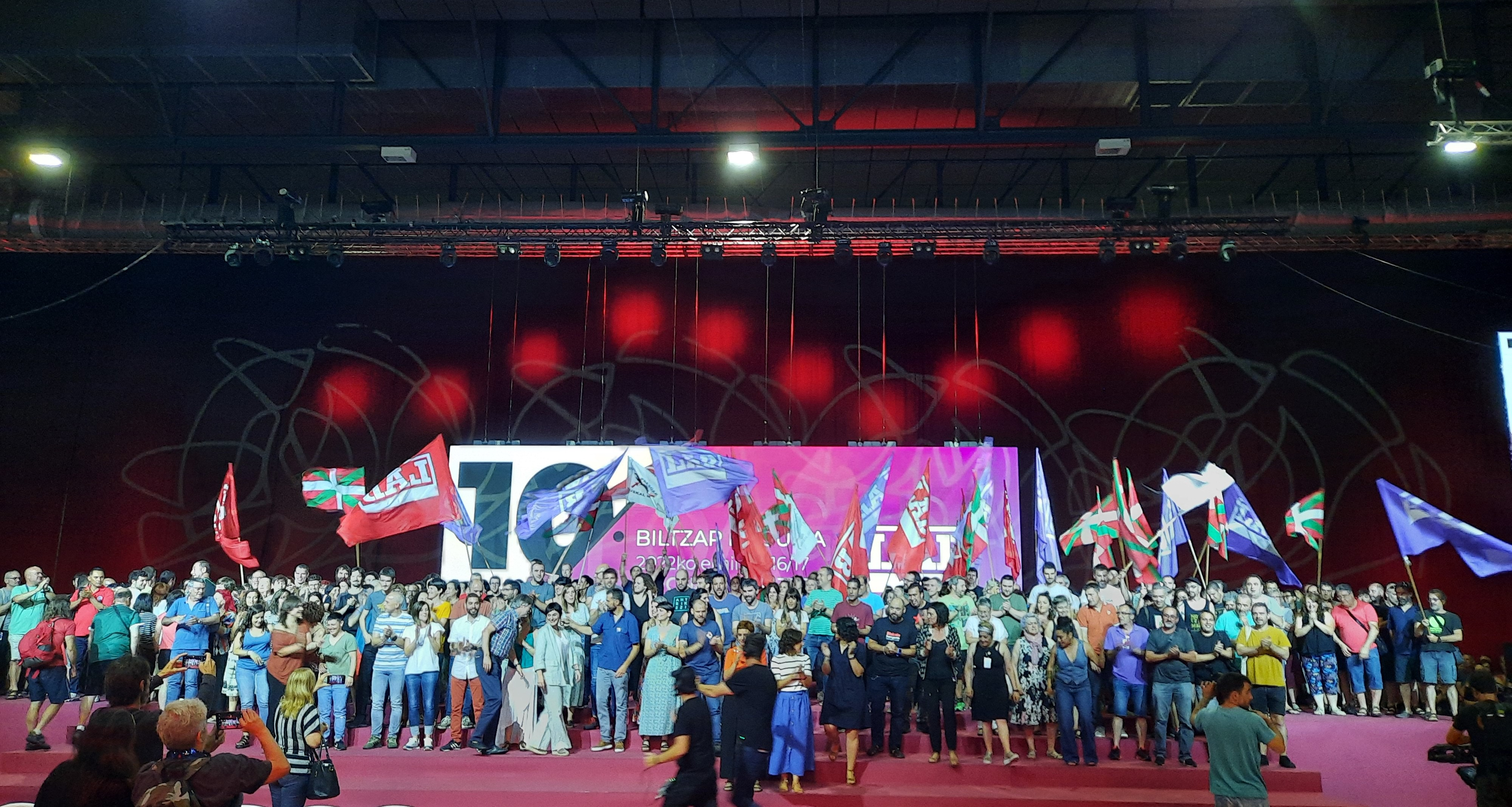
Clôture du dixième congrès de LAB le 17 juin 2022 à Biarritz.

L'audience du syndicat augmente progressivement au fil du temps : recueillant 4,7 % des voix aux élections professionnelles de 1980, il franchit la barre des 10 % en 1986 (10,6 %) et s'approche désormais de celle des 20 % (19,6 % en 2023) à l'échelle du Pays basque Sud (20,2 % dans la Communauté autonome basque et 17,9 % en Navarre). A l'instar d'Eusko Langileen Alkartasuna, LAB gagne ainsi le droit de négocier des accords et siéger dans des instances professionnelles : non représentatif à l'échelle espagnole, il remplit cependant l'une des conditions prévues par la loi sur la liberté syndicale de 1985, fixant un seuil d'au moins 15 % des sièges aux élections professionnelles et au moins 1 500 représentants sur le territoire d'une communauté autonome pour obtenir le statut d'organisation représentative. Dans les autres provinces, seule la Confederación Intersindical Galega (es) obtient également un poids électoral suffisant (en Galice) pour bénéficier de ce statut.
En 2014, LAB remporte pour la première fois des élections au sein des Députations forales de Biscaye et du Guipuscoa, devenant également dans la foulée la première force syndicale au sein de l'administration des gouvernements basque et navarrais ou encore d'ETB.
LAB est aujourd'hui la troisième force syndicale au Pays basque derrière ELA et les CC.OO, et la quatrième en Navarre derrière l'UGT, les CC.OO et ELA. 
Au Pays basque Nord, LAB devient la quatrième force syndicale aux élections prud'homales de 2008 avec 3466 voix, malgré des relations rendues avec les autres syndicats.
L'organisation revendique 49 476 adhérents en 2023, dont environ 600 au Pays basque Nord.

## Dirigeants

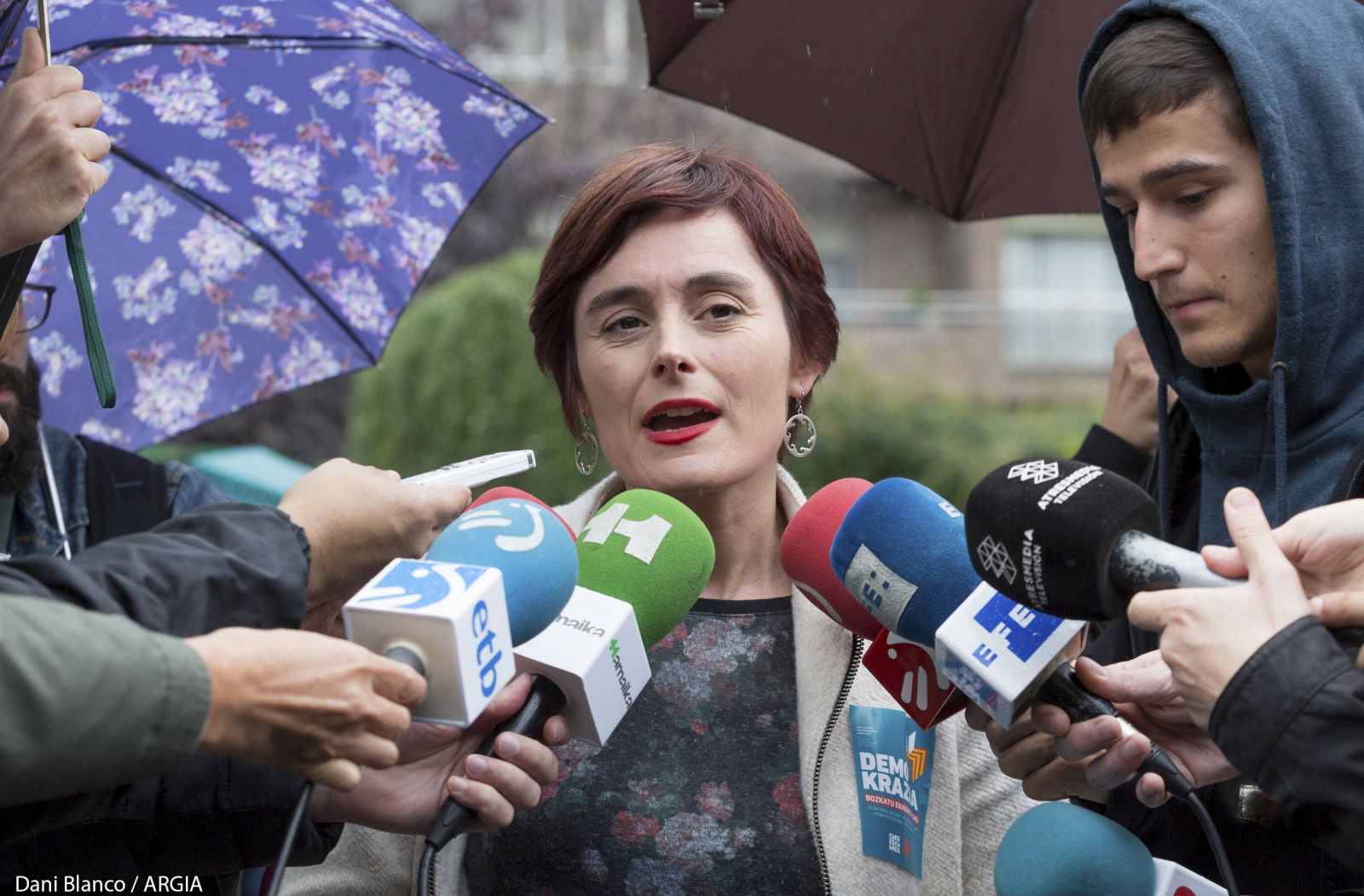
Garbiñe Aranburu en 2017

- 1992-1996 : Rafael Díez Usabiaga (eu) (coordinateur principal)
- 1996-2008 : Rafael Díez Usabiaga (eu) (secrétaire général)
- 2008-2017[41] : Ainhoa Etxaide (eu) (secrétaire générale)
- 2017-2022[42] : Garbiñe Aranburu (eu) (secrétaire générale)
- Depuis 2022[43] : Garbiñe Aranburu (eu) et Igor Arroyo Leatxe (eu) (coordinateurs)